# Kosmos 60
Kosmos 60 (E-6 serie) (Russisch: Космос 60) die door de Sovjet-Unie op 12 maart 1965 werd gelanceerd, was de zesde poging tot een maanlanding, met een missie gelijk aan die van Loena 4. Het ruimtevaartuig bereikte de baan om de Aarde, maar slaagde er niet in om de baan te verlaten voor zijn reis naar de Maan met als oorzaak een mislukking van de vermogenslevering in het controlesysteem. Hij had een massa van 6530 kg. De satelliet kwam op 17 maart 1965 weer in de atmosfeer van de Aarde.
Loena 1958A · Loena 1958B · Loena 1958C · Loena 1 · Loena 1959A · Loena 2 · Loena 3 · Loena 1960A · Loena 1960B · Spoetnik 25 · Loena 1963B · Loena 4 · Loena 1964A · Loena 1964B · Kosmos 60 · Loena 1965A · Loena 5 · Loena 6 · Loena 7 · Loena 8 · Loena 9 · Kosmos 111 · Loena 10 · Loena 11 · Loena 12 · Loena 13 · Loena 1968A · Loena 14 · Loena 1969A · Loena 1969C · Loena 15 · Kosmos 300 · Kosmos 305 · Loena 1970A · Loena 16 · Loena 17 · Loena 18 · Loena 19 · Loena 20 · Loena 21 · Loena 22 · Loena 23 · Loena 1975A · Loena 24 · Loena 25 · Loenochod